# دالی استایل
دالی استایل (به انگلیسی: Dolly Style) گروهٔ موسیقی دخترانهٔ سوئدی است که توسط اما نورس و پاله هامارلاند به‌وجود آمده و خوانندگان آن دخترانی که خودشان را مالی، هالی، پالی و یالی صدا می‌زنند، هستند. این چهار نفر ادعا می‌کنند از «یک خانهٔ عروسکی واقع در دالی‌ویل» آمده‌اند. خرده‌فرهنگ‌های ژاپنی زیبایی‌شناسی کاوایی از جمله فیری کی، گیارو و لولیتا الهام‌بخش دالی استایل هستند.